# Matzeva

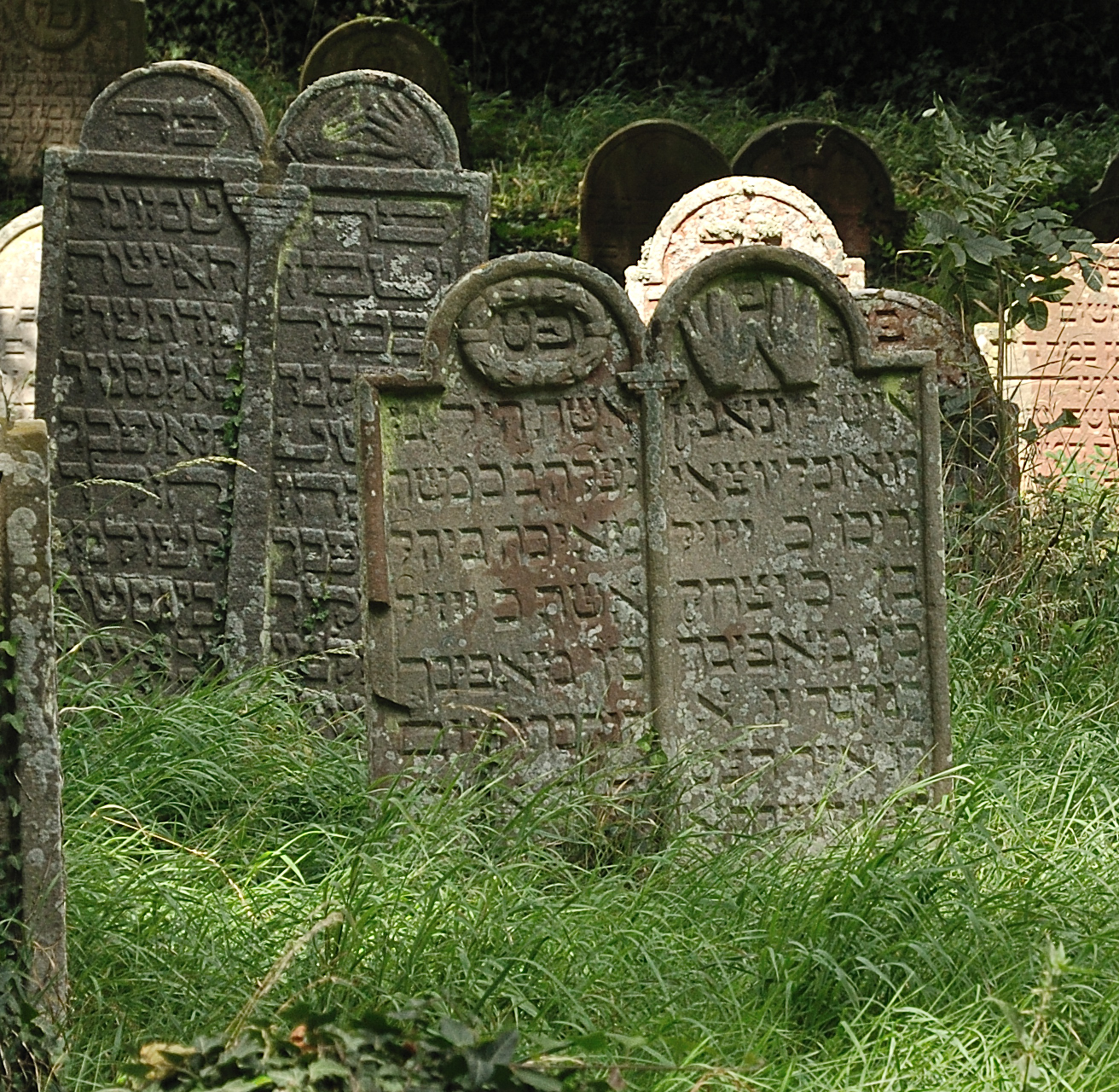
Lápides judaicas no Cemitério Judaico de Essingen com mãos em forma de bênção (Cohen).

Matzeva (em hebraico:  מצבה = monumento) é uma lápide judaica. É colocada e exposta em uma cerimônia especial, denominada Gilui Mazewa, um ano após o sepultamento, simbolizando um compromisso de não esquecimento ao falecido.

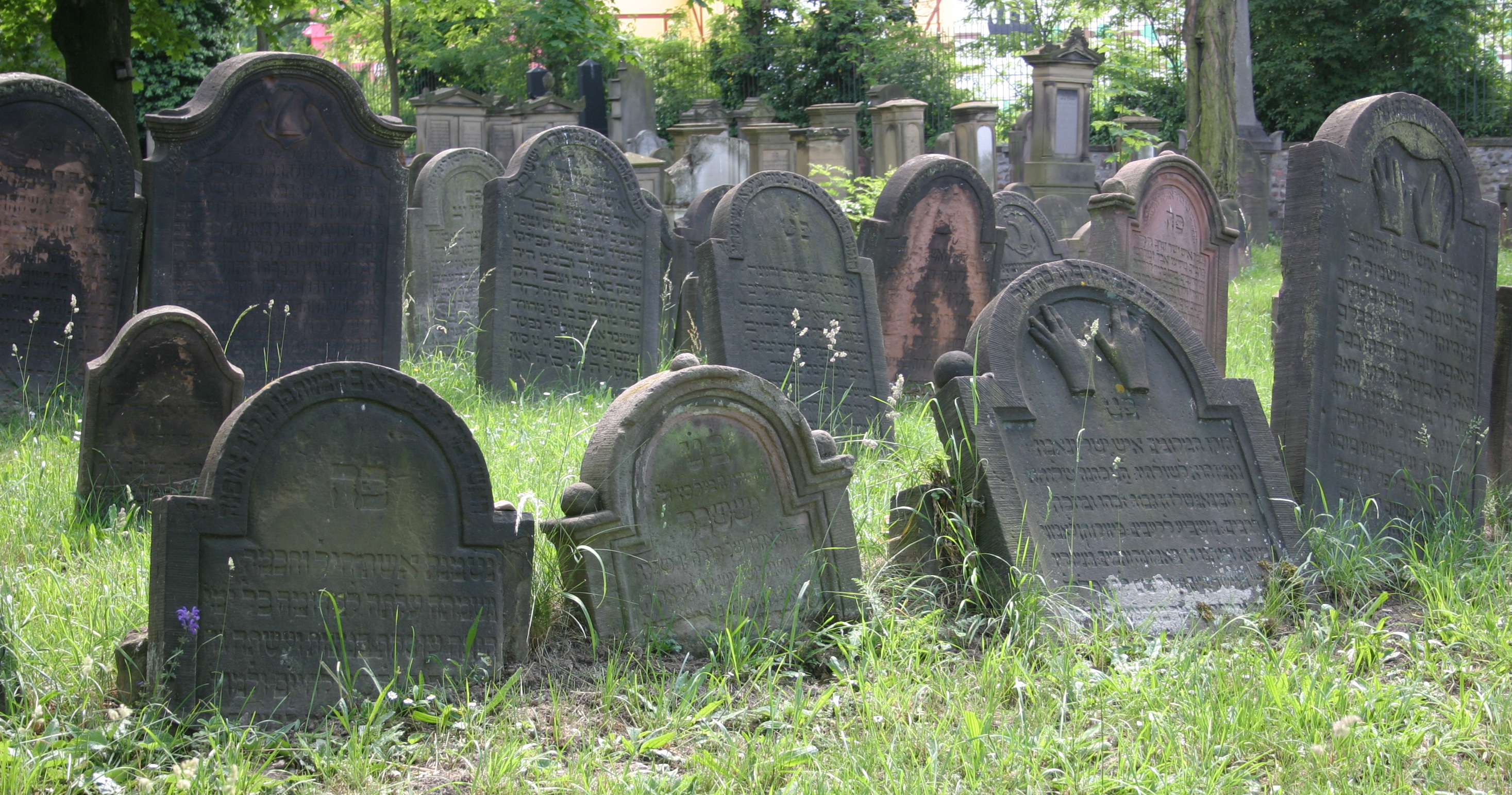
Matzevas no Cemitério Judaico de Worms

## História

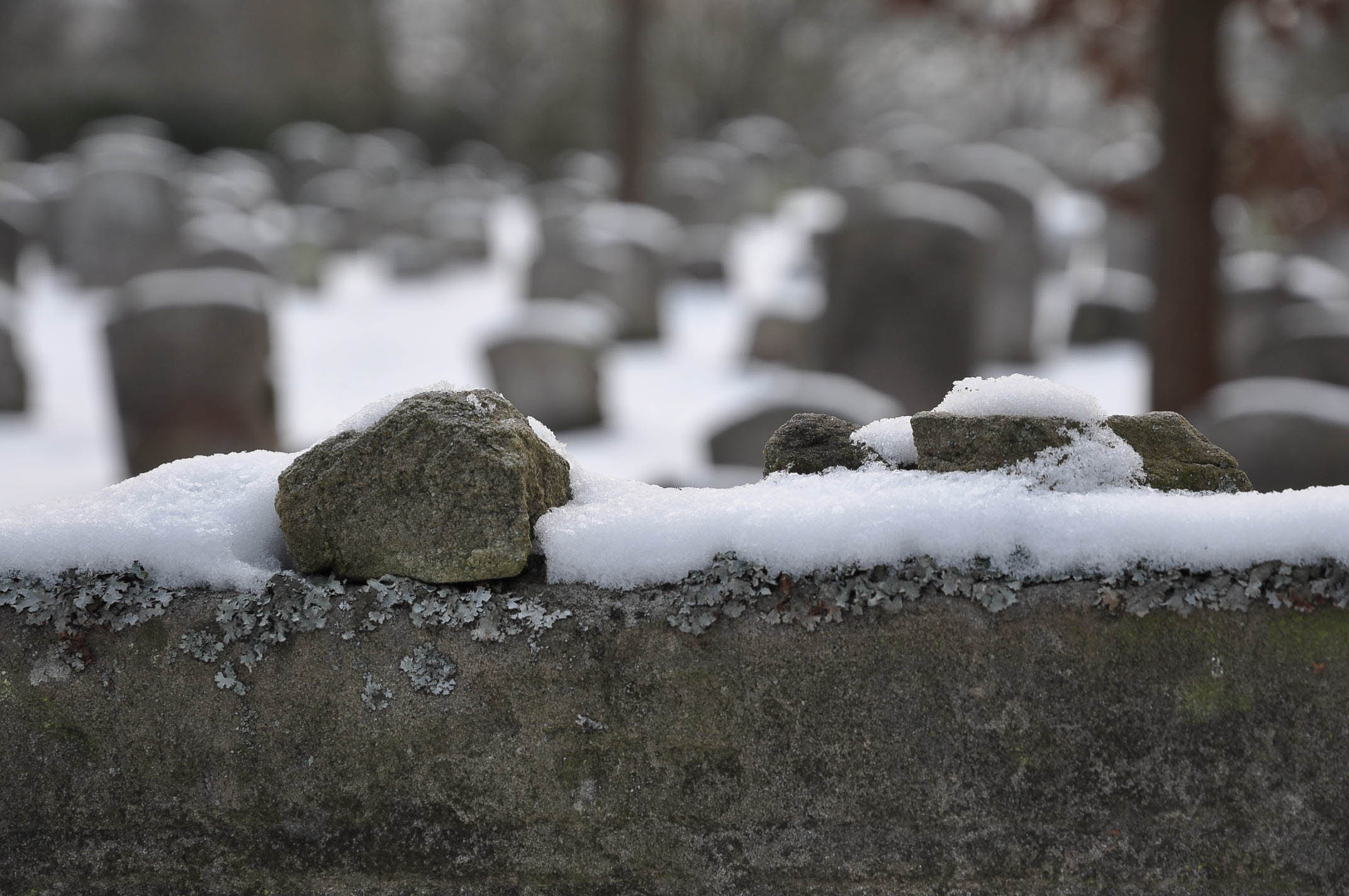
Pequena pedra sobre sepultura

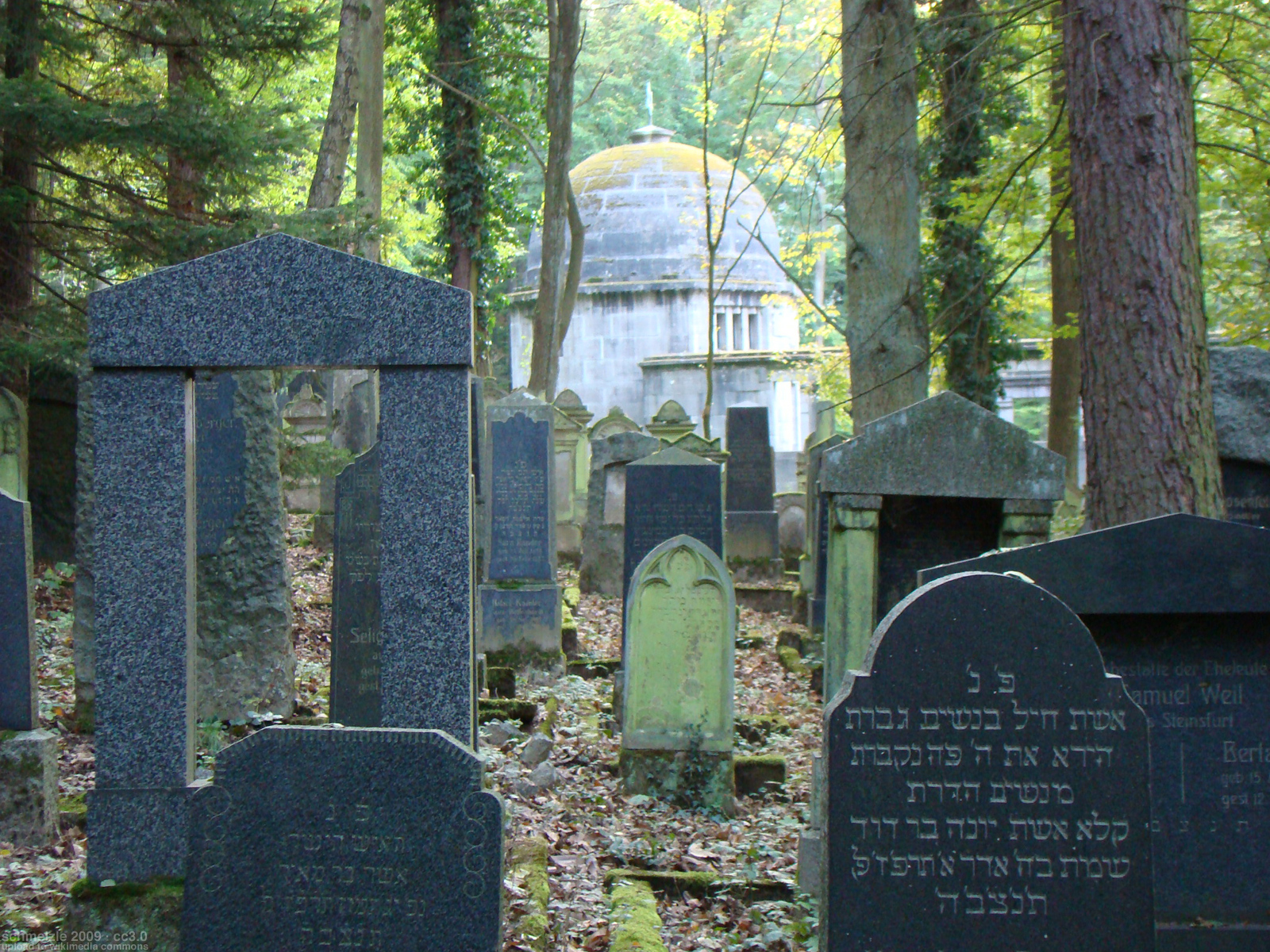
Matzevas do século XX no Cemitério Judaico de Waibstadt

O costume de marcar uma sepultura com um sinalizador é referido no Gênesis 35:19–20:
"Assim morreu Raquel, e foi sepultada no caminho de Efrata; que é Belém. E Jacó pôs uma coluna sobre a sua sepultura; esta é a coluna da sepultura de Raquel até o dia de hoje."
Ao visitar uma sepultura - especialmente no aniversário de morte - é comum o familiar depositar uma pequena pedra sobre sua matzeva, simbolizando assim que o falecido não foi esquecido. A origem deste costume tem diversas explicações, sendo a mais provável o fato de que nos primórdios do judaísmo as sepulturas localizavam-se em regiões desérticas, quando pedras eram depositadas sobre as sepulturas para protegê-las do vento e de animais que vasculhavam o território a procura de comida.